# Пінья колада

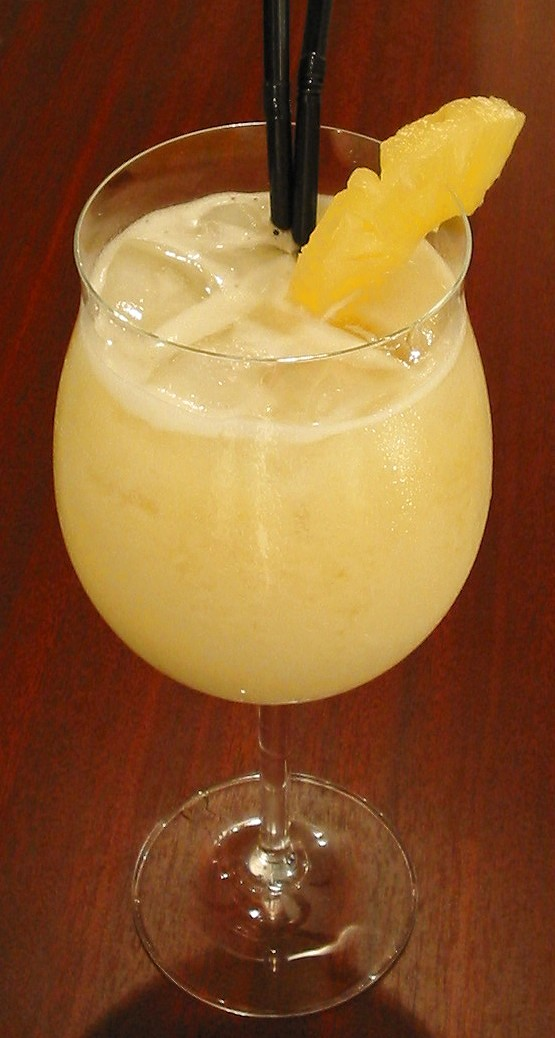
Piña colada

Пі́на кола́да або пі́нья кола́да (ісп. piña colada) — алкогольний коктейль. Складається з рому, ананасового соку і (бажано) кокосового молока. Класифікується як лонґ дрінк (англ. long drink). Належить до офіційних напоїв Міжнародної асоціації барменів, категорія «Сучасна класика» (англ. Contemporary classics).

## Історія
Вважається, що пінья колада — карибського походження, швидше за все — кубинського.
Перша відома письмова згадка про цей коктейль — у журналі TRAVEL за грудень 1922 року: «Але найкращою є пінья колада — сік стиглого ананаса […] змішаного з льодом, цукром, лаймом і ромом Бакарді у правильних пропорціях» (англ. «But best of all is a piña colada, the juice of a perfectly ripe pineapple [...] rapidly shaken up with ice, sugar, lime and Bacardi rum in delicate proportions.»).
Сьогодні пінья колада поширена як у Латинській, так і у Північній Америці.

## Склад
- 50 мл білого рому
- 100 мл ананасового соку
- 50 мл кокосового соку або лікеру
- 20 мл вершків
- Прикраси: шматочки ананаса, збиті вершки і вишенька

## Приготування
Змішайте всі інгредієнти в шейкері з льодом. Вилийте в келих і прикрасьте шматком ананаса і вишнею. Можна додати збитих вершків і прикрасити коктейль фруктами. Іноді в напій додають лікер Baileys.